# 裴乃循
裴乃循教授，国际资深留学专家，华裔加拿大人，加拿大麦吉尔大学（Mcgrill）博士、博士后研究员。现任加拿大华飞发展有限公司总经理。

## 生平
自1998年起从事英语国家的留学申请和加拿大签证工作，已成功办理数千名客户的申请。精通各类申请文件的准备，包括本科、硕士、博士，涵盖了理学、工学、管理学、医学、农学等学科专业。

近年来工作重点以高端留学申请为主，成功办理了面向哈佛大学、哥伦比亚大学、麦吉尔大学等北美顶尖院校的近百例留学申请，在国内外商界、政界的高端客户群中有着很高的声誉和知名度。

## 著作
《加拿大签证指南》

《加拿大移民指南》

## 译著
《加拿大史》